# إشباع بالماء (زراعة)

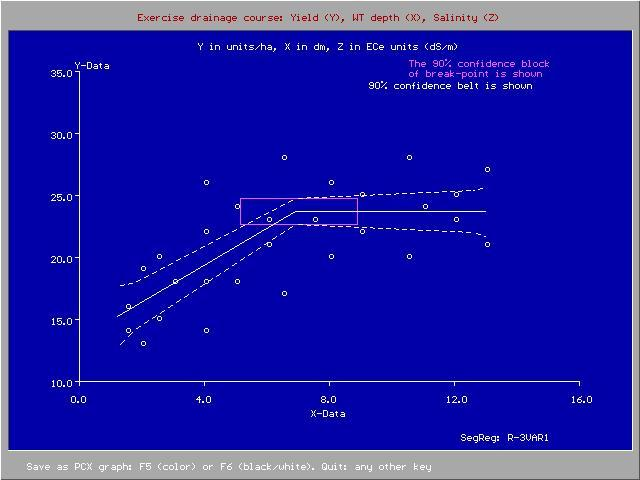
جدول غلة المحصول (س) وعمق منسوب المياه (ص عند ديسيمتر). تنخفض الغلة عند الأعماق الضحلة.

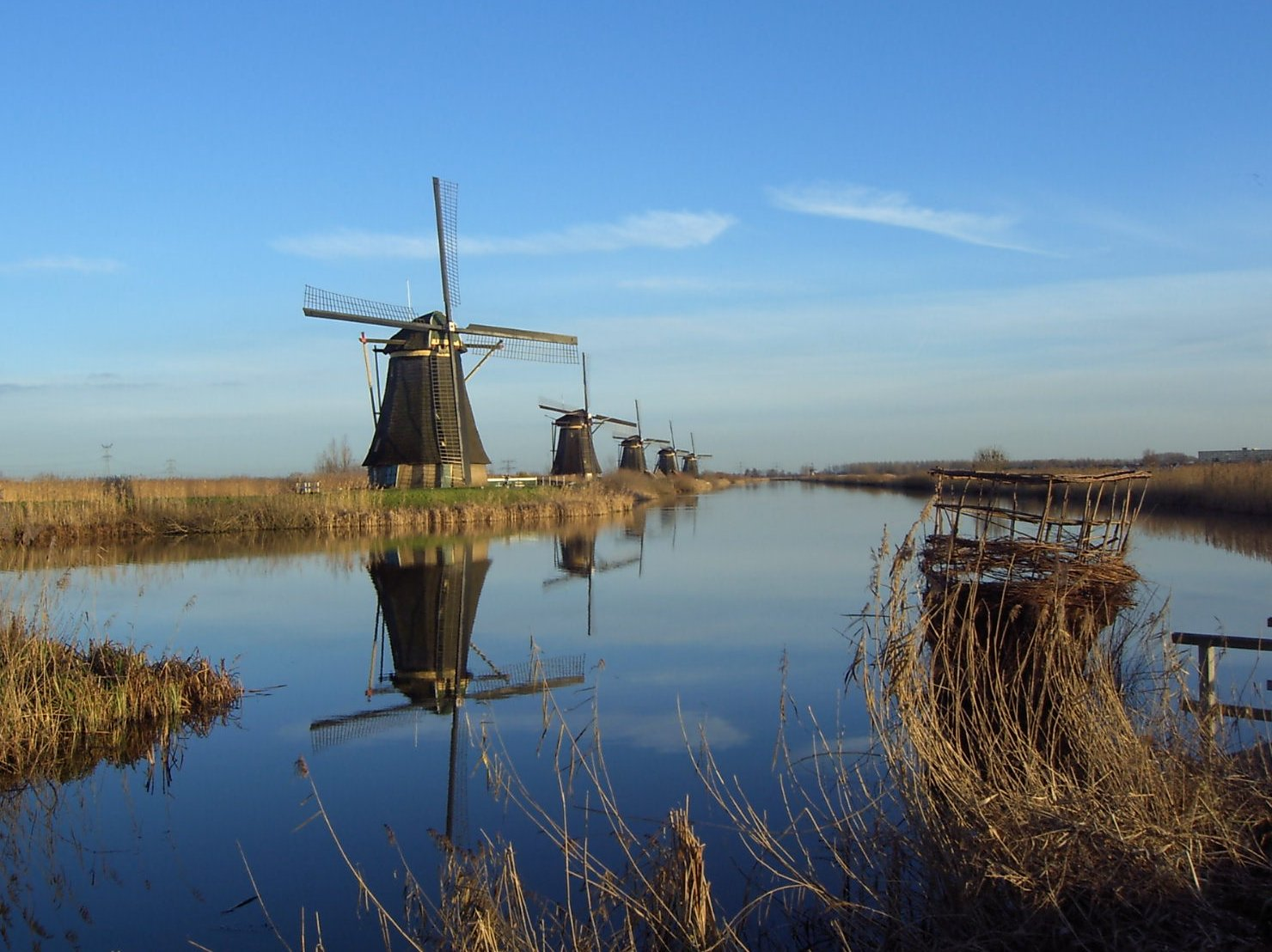
كانت الطواحين الهوائية الهولندية الأثرية تستخدم في ضخ المياه إلى النهر المطوق بسدود لمنع تشبع التربة بالماء في الأراضي المنخفضة (الأراضي المنخفضة المستصلحة) خلفه.

الإشباع بالماء يشير إلى تشبع التربة بـ المياه[ ؟ ]. وتكون التربة مشبعة بالماء عندما يكون منسوب المياه الجوفية مرتفعًا جدًا بما يسمح بممارسة الأنشطة المتوقعة بسهولة وراحة، مثل نشاط الزراعة.
في الزراعة تحتاج المحاصيل المختلفة الهواء (لا سيما الأكسجين) عند الأعماق الأكبر أو الأصغر في التربة. ويحول الإشباع بالماء دون تخلخل الهواء إلى التربة. وتختلف درجة اقتراب منسوب المياه من سطح الأرض اللازمة لتصنف التربة بأنها تربة متشبعة بالماء باختلاف الغرض الذي ستستخدم فيه. وتختلف حاجة المحصول إلى التخلص من الإشباع بالماء باختلاف فصول العام، كما هو الحال عند زراعة الأرز[ ؟ ] (Oryza sativa).
في الأراضي الزراعية المروية، تصاحب حالة الإشباع بالماء غالبًا حالة ملوحة التربة حيث تحول التربة المشبعة بالمياه دون ترشيح الأملاح التي ترد عبر مياه الري.
من وجهة نظر البستنة، الإشباع بالماء هو عملية تقوم فيها التربة بإعاقة جميع المياه ومن ثم يصعب جدًا نفاذ الهواء إلى الداخل وكذلك نفاذ الإكسجين إلى الداخل.

## وصلات خارجية
- http://www.waterlog.info gives free downloads of software and articles on land drainage for waterlogging control.